# Lingua xiri
La lingua xiri è una lingua nell'Africa sud-occidentale, appartenente alla famiglia delle lingue khoisan; è considerata parte del gruppo delle lingue khoe-kwadi, ramo settentrionale delle lingue khoisan, ed è simile e correlata alla più importante lingua nama. La lingua è conosciuta con diversi altri nomi (gri, griqua, grikwa, xirikwa, xrikwa o ottentotto del Capo).
Lo xiri è una lingua quasi estinta, considerato che ne venivano identificati meno di 200 parlanti nel 2000, stanziati nella parte meridionale del Sudafrica nella regione del Capo. I parlanti della lingua xiri sono affini ad altri gruppi khoe (un tempo chiamati ottentotti dagli europei); per questo la lingua era conosciuta anche come ottentotto del Capo.
Lo xiri è una lingua tonale ed è contraddistinta (come tutte le lingue khoisan) dalla presenza di numerose consonanti clic, prodotte facendo schioccare la lingua contro il palato o contro i denti.